# Isòtops del rodi
El rodi (Rh) natural es compon de només un isòtop estable, el 103Rh. Els radioisòtops més estables són el 101Rh amb un període de semidesintegració de 3,3 anys, el 102Rh amb un període de semidesintegració de 207 dies, el 102m Rh amb un període de semidesintegració de 2.9 anys, ai el 99Rh amb un període de semidesintegració de 16,1 dies. S'han caracteritzat uns altres vint radioisòtops que varien en massa atòmica de 92,926 u (93Rh) a 116,925 u (117Rh). La majorira d'ells tenen període de semidesintegració menors a una hora, excepte el 100 Rh (període de semidesintegració: 20,8 hores) i el 105 Rh (període de semidesintegració: 35,36 hores). També hi ha nombrosos metaestats sent el més estable el 102m Rh (0.141 MeV) amb un període de semidesintegració sobre els 207 dies i el 101m Rh (0.157 MeV) amb un període de semidesintegració de 4.34 dies.
El mode de desintegració primari abans de l'únic isòtop estable, el 103 Rh, és la captura electrònica i el primari després és l'emissió beta. El producte de desintegració primari abans del 103 Rh és el ruteni i després el pal·ladi.

Massa atòmica estàndard: 102.90550(2) u

## Taula
| Símbol del núclid | Z(p)                | N(n)                | massa isotòpica(u)  | període de semidesintegració | Espín nuclear | composició isotòpics representativa (fracció molar) | rang de variació natural (fracció molar) |
| Símbol del núclid | energia d'excitació | energia d'excitació | energia d'excitació | període de semidesintegració | Espín nuclear | composició isotòpics representativa (fracció molar) | rang de variació natural (fracció molar) |
| ----------------- | ------------------- | ------------------- | ------------------- | ---------------------------- | ------------- | --------------------------------------------------- | ---------------------------------------- |
| 89Rh              | 45                  | 44                  | 88.94884(48)#       | 10# ms [>1.5 µs]             | 7/2+#         |                                                     |                                          |
| 90Rh              | 45                  | 45                  | 89.94287(54)#       | 15(7) ms [12(+9-4) ms]       | 0+#           |                                                     |                                          |
| 90mRh             | 0(500)# keV         | 0(500)# keV         | 0(500)# keV         | 1.1(3) s [1.0(+3-2) s        | 9+#           |                                                     |                                          |
| 91Rh              | 45                  | 46                  | 90.93655(43)#       | 1.74(14) s                   | 7/2+#         |                                                     |                                          |
| 91mRh             |                     |                     |                     | 1.46(11) s                   | (1/2-)        |                                                     |                                          |
| 92Rh              | 45                  | 47                  | 91.93198(43)#       | 4.3(13) s                    | (6+)          |                                                     |                                          |
| 92mRh             |                     |                     |                     | 4.66(25) s [2.9(+15-8) s]    | (>=6+)        |                                                     |                                          |
| 93Rh              | 45                  | 48                  | 92.92574(43)#       | 11.9(7) s                    | 9/2+#         |                                                     |                                          |
| 94Rh              | 45                  | 49                  | 93.92170(48)#       | 70.6(6) s                    | (2+,4+)       |                                                     |                                          |
| 94mRh             | 300(200)# keV       | 300(200)# keV       | 300(200)# keV       | 25.8(2) s                    | (8+)          |                                                     |                                          |
| 95Rh              | 45                  | 50                  | 94.91590(16)        | 5.02(10) min                 | (9/2)+        |                                                     |                                          |
| 95mRh             | 543.3(3) keV        | 543.3(3) keV        | 543.3(3) keV        | 1.96(4) min                  | (1/2)-        |                                                     |                                          |
| 96Rh              | 45                  | 51                  | 95.914461(14)       | 9.90(10) min                 | (6+)          |                                                     |                                          |
| 96mRh             | 52.0(1) keV         | 52.0(1) keV         | 52.0(1) keV         | 1.51(2) min                  | (3+)          |                                                     |                                          |
| 97Rh              | 45                  | 52                  | 96.91134(4)         | 30.7(6) min                  | 9/2+          |                                                     |                                          |
| 97mRh             | 258.85(17) keV      | 258.85(17) keV      | 258.85(17) keV      | 46.2(16) min                 | 1/2-          |                                                     |                                          |
| 98Rh              | 45                  | 53                  | 97.910708(13)       | 8.72(12) min                 | (2)+          |                                                     |                                          |
| 98mRh             | 60(50)# keV         | 60(50)# keV         | 60(50)# keV         | 3.6(2) min                   | (5+)          |                                                     |                                          |
| 99Rh              | 45                  | 54                  | 98.908132(8)        | 16.1(2) d                    | 1/2-          |                                                     |                                          |
| 99mRh             | 64.3(4) keV         | 64.3(4) keV         | 64.3(4) keV         | 4.7(1) h                     | 9/2+          |                                                     |                                          |
| 100Rh             | 45                  | 55                  | 99.908122(20)       | 20.8(1) h                    | 1-            |                                                     |                                          |
| 100m1Rh           | 107.6(2) keV        | 107.6(2) keV        | 107.6(2) keV        | 4.6(2) min                   | (5+)          |                                                     |                                          |
| 100m2Rh           | 74.78(2) keV        | 74.78(2) keV        | 74.78(2) keV        | 214.0(20) ns                 | (2)+          |                                                     |                                          |
| 100m3Rh           | 112.0+X keV         | 112.0+X keV         | 112.0+X keV         | 130(10) ns                   | (7+)          |                                                     |                                          |
| 101Rh             | 45                  | 56                  | 100.906164(18)      | 3.3(3) a                     | 1/2-          |                                                     |                                          |
| 101mRh            | 157.32(4) keV       | 157.32(4) keV       | 157.32(4) keV       | 4.34(1) d                    | 9/2+          |                                                     |                                          |
| 102Rh             | 45                  | 57                  | 101.906843(5)       | 207.0(15) d                  | (1-,2-)       |                                                     |                                          |
| 102mRh            | 140.75(8) keV       | 140.75(8) keV       | 140.75(8) keV       | 3.742(10) a                  | 6+            |                                                     |                                          |
| 103Rh             | 45                  | 58                  | 102.905504(3)       | ESTABLE                      | 1/2-          | 1.0000                                              |                                          |
| 103mRh            | 39.756(6) keV       | 39.756(6) keV       | 39.756(6) keV       | 56.114(9) min                | 7/2+          |                                                     |                                          |
| 104Rh             | 45                  | 59                  | 103.906656(3)       | 42.3(4) s                    | 1+            |                                                     |                                          |
| 104mRh            | 128.967(4) keV      | 128.967(4) keV      | 128.967(4) keV      | 4.34(3) min                  | 5+            |                                                     |                                          |
| 105Rh             | 45                  | 60                  | 104.905694(4)       | 35.36(6) h                   | 7/2+          |                                                     |                                          |
| 105mRh            | 129.781(4) keV      | 129.781(4) keV      | 129.781(4) keV      | 42.9(3) s                    | 1/2-          |                                                     |                                          |
| 106Rh             | 45                  | 61                  | 105.907287(8)       | 29.80(8) s                   | 1+            |                                                     |                                          |
| 106mRh            | 136(12) keV         | 136(12) keV         | 136(12) keV         | 131(2) min                   | (6)+          |                                                     |                                          |
| 107Rh             | 45                  | 62                  | 106.906748(13)      | 21.7(4) min                  | 7/2+          |                                                     |                                          |
| 107mRh            | 268.36(4) keV       | 268.36(4) keV       | 268.36(4) keV       | >10 µs                       | 1/2-          |                                                     |                                          |
| 108Rh             | 45                  | 63                  | 107.90873(11)       | 16.8(5) s                    | 1+            |                                                     |                                          |
| 108mRh            | -60(110) keV        | -60(110) keV        | -60(110) keV        | 6.0(3) min                   | (5)(+#)       |                                                     |                                          |
| 109Rh             | 45                  | 64                  | 108.908737(13)      | 80(2) s                      | 7/2+          |                                                     |                                          |
| 110Rh             | 45                  | 65                  | 109.91114(5)        | 28.5(15) s                   | (>3)(+#)      |                                                     |                                          |
| 110mRh            | -60(50) keV         | -60(50) keV         | -60(50) keV         | 3.2(2) s                     | 1+            |                                                     |                                          |
| 111Rh             | 45                  | 66                  | 110.91159(3)        | 11(1) s                      | (7/2+)        |                                                     |                                          |
| 112Rh             | 45                  | 67                  | 111.91439(6)        | 3.45(37) s                   | 1+            |                                                     |                                          |
| 112mRh            | 330(70) keV         | 330(70) keV         | 330(70) keV         | 6.73(15) s                   | (4,5,6)       |                                                     |                                          |
| 113Rh             | 45                  | 68                  | 112.91553(5)        | 2.80(12) s                   | (7/2+)        |                                                     |                                          |
| 114Rh             | 45                  | 69                  | 113.91881(12)       | 1.85(5) s                    | 1+            |                                                     |                                          |
| 114mRh            | 200(150)# keV       | 200(150)# keV       | 200(150)# keV       | 1.85(5) s                    | (4,5)         |                                                     |                                          |
| 115Rh             | 45                  | 70                  | 114.92033(9)        | 0.99(5) s                    | (7/2+)#       |                                                     |                                          |
| 116Rh             | 45                  | 71                  | 115.92406(15)       | 0.68(6) s                    | 1+            |                                                     |                                          |
| 116mRh            | 200(150)# keV       | 200(150)# keV       | 200(150)# keV       | 570(50) ms                   | (6-)          |                                                     |                                          |
| 117Rh             | 45                  | 72                  | 116.92598(54)#      | 0.44(4) s                    | (7/2+)#       |                                                     |                                          |
| 118Rh             | 45                  | 73                  | 117.93007(54)#      | 310(30) ms                   | (4-10)(+#)    |                                                     |                                          |
| 119Rh             | 45                  | 74                  | 118.93211(64)#      | 300# ms [>300 ns]            | 7/2+#         |                                                     |                                          |
| 120Rh             | 45                  | 75                  | 119.93641(64)#      | 200# ms [>300 ns]            |               |                                                     |                                          |
| 121Rh             | 45                  | 76                  | 120.93872(97)#      | 100# ms [>300 ns]            | 7/2+#         |                                                     |                                          |
| 122Rh             | 45                  | 77                  | 121.94321(75)#      | 50# ms [>300 ns]             |               |                                                     |                                          |